# 诺尔杜斯
诺尔杜斯（法語：Nordhouse，法語發音：[nɔʁduz]）是法国下莱茵省的一个市镇，属于塞莱斯塔-埃尔什泰因区。

## 地理
诺尔杜斯（48°26'54"N, 7°40'22"E）面积11 平方千米，位于法国大東部大區下莱茵省，该省份为法国大陆部分最东部的省份，是阿尔萨斯的一部分，今与上莱茵省组成了阿尔萨斯欧洲集体，其南至上莱茵省，西南接孚日省和默尔特-摩泽尔省，西接摩泽尔省，北与德国接壤。
与诺尔杜斯接壤的市镇（或旧市镇、城区）包括：埃尔什泰因、埃绍、伊普赛姆、利梅尔桑、普洛布赛姆。

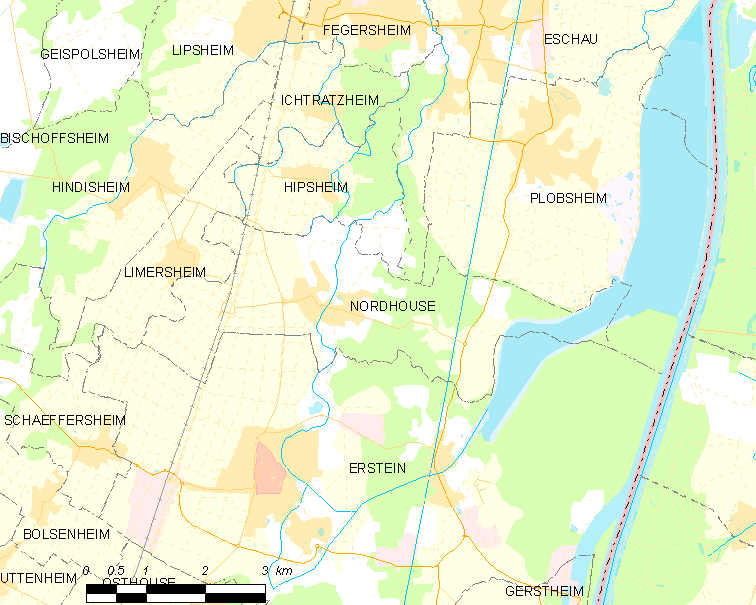
诺尔杜斯的OSM定位图

诺尔杜斯的时区为UTC+01:00、UTC+02:00（夏令时）。

## 行政
诺尔杜斯的邮政编码为67150，INSEE市镇编码为67336。

## 政治
诺尔杜斯所属的省级选区为埃尔什泰因区。

## 人口

1962-2008年间诺尔杜斯人口变化图示

诺尔杜斯于2022年1月1日时的人口数量为1729人。